# Gerichtsbezirk Meran
Der Gerichtsbezirk Meran war ein dem Bezirksgericht Meran unterstehender Gerichtsbezirk in der Gefürsteten Grafschaft Tirol. Der im Burggrafenamt gelegene Gerichtsbezirk umfasste die Stadt Meran sowie ihr Umland und gehörte zum Bezirk Meran. Nach dem Ersten Weltkrieg musste Österreich den gesamten Gerichtsbezirk an Italien abtreten.

## Geschichte
Der Gerichtsbezirk Meran wurde durch eine 1849 beschlossene Kundmachung der Landes-Gerichts-Einführungs-Kommission geschaffen und umfasste ursprünglich die 16 Gemeinden Algund, Burgstall, Gargazon, Gratsch, Hafling, Kuens, Meran, Natturns, Obermais, Partschins, Plaus, Riffian, Schöna, Tirol, Untermais und Vöran.
Der Gerichtsbezirk Meran bildete im Zuge der Trennung der politischen von der judikativen Verwaltung
ab 1868 gemeinsam mit den Gerichtsbezirken Lana, Glurns, Schlanders und Passeier den Bezirk Meran, wobei die Gerichtsbezirke Schlanders und Glurns ab dem 1. Oktober 1901 als eigenständiger Bezirk Schlanders abgespalten wurden.
Der Gerichtsbezirk wies 1869 eine Bevölkerung von 17.038 Personen auf.
1910 wurden für den Gerichtsbezirk 38.229 Personen (darunter 4.425 sogenannte „Staatsfremde“) ausgewiesen, von denen 32.224 Deutsch (84,3 %) und 1.429 Italienisch oder Ladinisch (3,7 %) als Umgangssprache angaben.
Durch die Grenzbestimmungen des am 10. September 1919 abgeschlossenen Vertrages von Saint-Germain wurde der Gerichtsbezirk Meran zur Gänze Italien zugeschlagen.

## Gerichtssprengel
Der Gerichtssprengel umfasste 1910 die 17 Gemeinden Algund, Burgstall, Gargazon, Gratsch, Hafling, Kuens, Marling, Meran, Naturns, Obermais, Partschins, Plaus, Riffian, Schönna, Tirol, Untermais und Vöran.
Die Gemeinde Marling wurde 1897 in zwei Gemeinden aufgespalten, die neue Gemeinde Tscherms verblieb beim Gerichtsbezirk Lana,
Marling hingegen wurde erst per 1. Jänner 1910 aus dem Gerichtsbezirk Lana ausgeschieden und dem Gerichtsbezirk Meran zugewiesen.